# Tesla Takedown

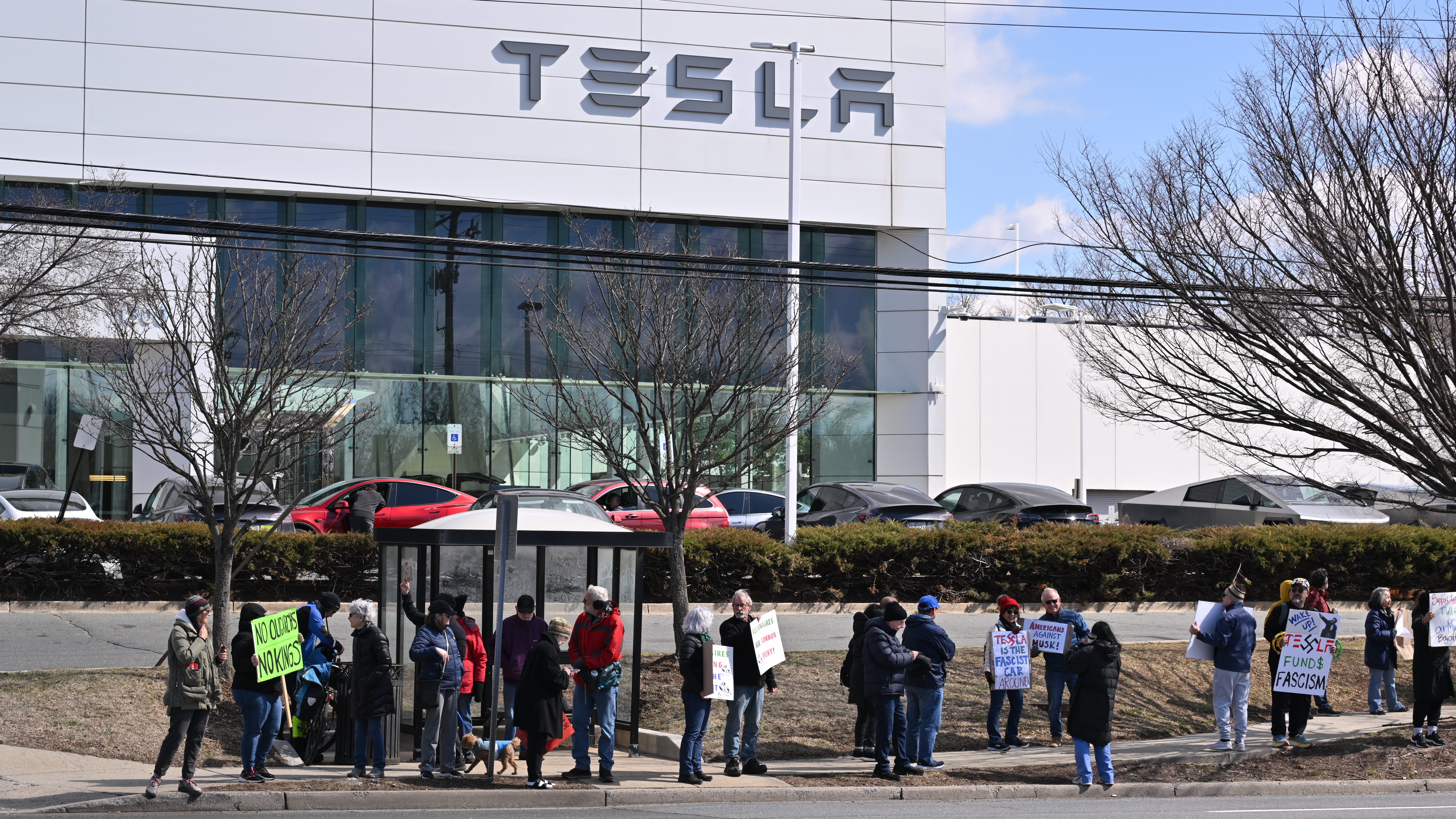
8. März 2025 in Rockville, Maryland

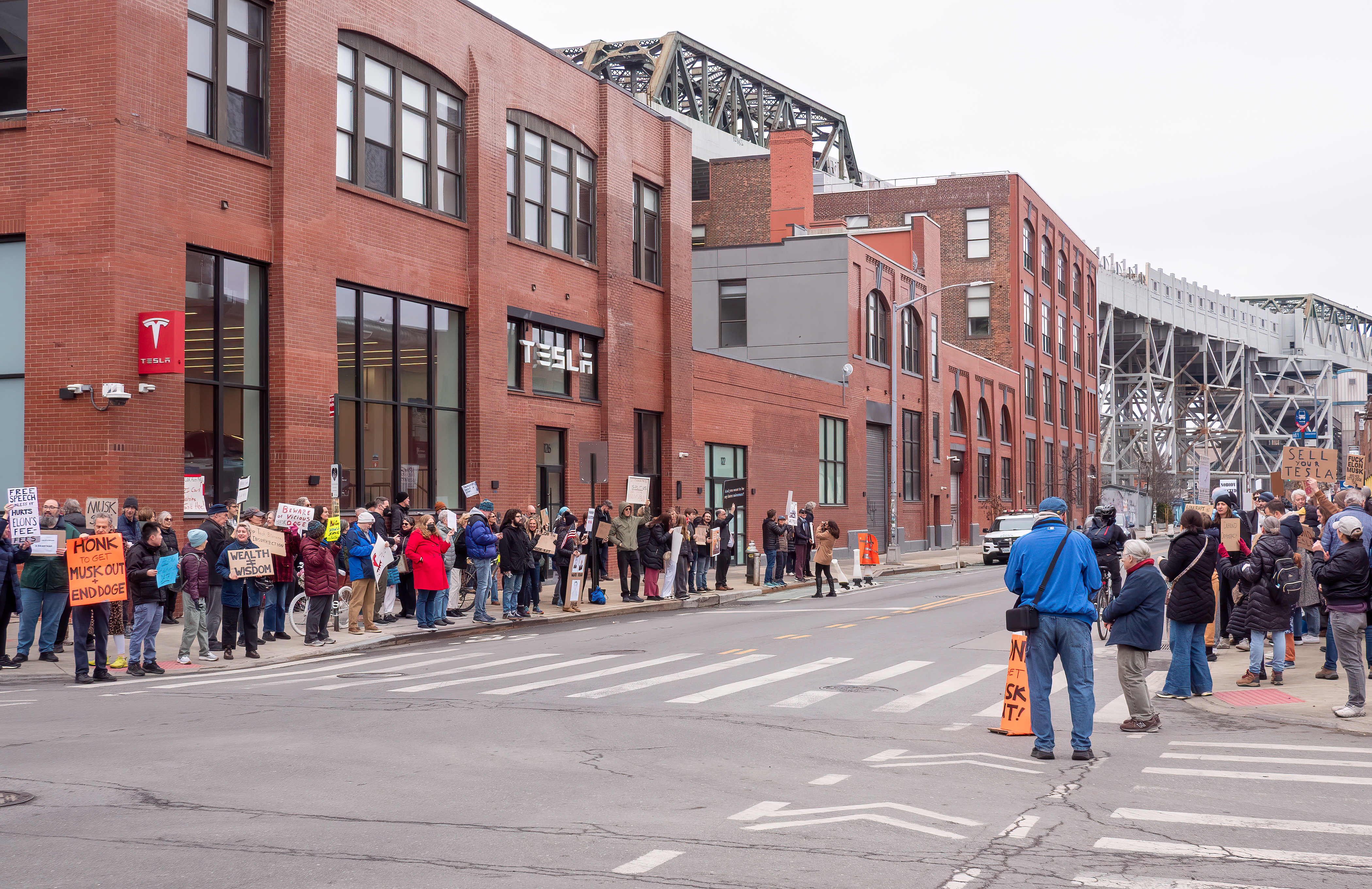
15. März 2025 in Brooklyn, New York City

Tesla Takedown („Tesla-Sturz“) ist eine dezentrale Protestbewegung, die Anfang 2025 entstand und sich gegen den Elektroautohersteller Tesla und dessen Leiter Elon Musk richtet. Die Demonstrierenden organisieren gewaltfreie Aktionen vor Tesla-Geschäften in den Vereinigten Staaten, Kanada, Europa und Australasien und rufen die Öffentlichkeit dazu auf, sich von Tesla zu distanzieren, indem sie ihre Fahrzeuge und Tesla-Aktien verkaufen. Ziel der Bewegung ist es, Musk wirtschaftlich zu schaden und seinen politischen Einfluss auf friedliche Weise herauszufordern. Am 29. März 2025 fanden weltweit Proteste statt, an denen mehrere tausend Gruppen und Personen teilnahmen.

## Hintergrund
Die Bewegung entstand als Reaktion auf Elon Musks Mitwirkung in der Regierung des US-Präsidenten Donald Trump. Dazu gehört Musks Rolle als Leiter des Department of Government Efficiency (DOGE) sowie bei den Massenentlassungen auf Bundesebene in den USA im Jahr 2025. Zudem fungiert Musk als ranghoher Berater des Präsidenten. Ziel von DOGE ist es, Trumps Agenda zur Kürzung der Bundesausgaben und zum Abbau von Regulierungen umzusetzen. Laut der Gründungsverordnung soll DOGE außerdem „die föderale Technologie und Software modernisieren, um die Effizienz und Produktivität der Regierung zu maximieren“.

## Mobilisierung

### Vereinigte Staaten
Die ersten Proteste in den USA erregten die Aufmerksamkeit von Online-Aktivisten wie beispielsweise Alex Winter, der nach einem Gespräch mit der Soziologin Joan Donovan begann, die Bewegung auf Bluesky zu unterstützen. Die Koordination der weiteren Protestaktionen erfolgte unter den Hashtags #TeslaTakedown und #TeslaTakeover in sozialen Medien.
Am 15. Februar 2025 fand eine der größten Demonstrationen vor einem Tesla-Showroom in New York City statt. Die Protestierenden skandierten Parolen wie „Elon Musk can go to Mars; we don't need your Nazi cars“ – ein Verweis auf die Musk-Hitlergruß-Kontroverse und seine Unterstützung für die Alternative für Deutschland. Ähnliche Proteste gab es unter anderem in San Francisco, Berkeley, Minneapolis und Kansas City. Die Musikerin Sheryl Crow teilte auf Social Media ein Video, in dem ein Abschleppwagen ein von ihr verkauftes Tesla-Fahrzeug entfernt – als Teil ihres Protests.
Am 19. Februar versammelten sich Hunderte vor einem Showroom in San Francisco. Unter den Teilnehmenden war auch Hai Binh Nguyen, eine Mitarbeiterin der Consumer Financial Protection Bureau, die äußerte, dass ihre Arbeit gegen unlautere Geschäftspraktiken durch Regierungsumbau gestoppt wurde. Viele Demonstrierende äußerten Sorgen, dass staatliche Leistungen privatisiert und an Milliardäre verkauft würden.
Anfang März kam es in New York City zu einer weiteren Protestaktion, bei der neun Personen festgenommen wurden. In Owings Mills, Maryland protestierten Hunderte, ebenso in Superior, Colorado. In Jacksonville, Florida und Tucson, Arizona wuchs die Zahl der Demonstrierenden auf nahezu 1.800 Personen, die Schilder mit Sprüchen wie „Democracy Unites US“ trugen.
Am 16. März versammelten sich etwa 100 Personen vor einem Tesla-Servicezentrum in Stamford, Connecticut. Die Aktion wurde von der Schauspielerin und Komikerin Mary Beth Barone organisiert. Viele Demonstrierende zeigten ihre Unterstützung für Senator Chris Murphy.
Am 20. März veranstaltete die Gruppe einen Livestream mit Gästen wie dem Schauspieler John Cusack und der Abgeordneten Jasmine Crockett. Während der Veranstaltung wurde ein „Tag des Protests“ für den 29. März angekündigt – mit Demonstrationen in allen US-Tesla-Filialen sowie an internationalen Standorten.

### Andere Länder
Am 29. März versammelten sich Demonstrierende vor Tesla-Filialen in mehreren Ländern: Metro Vancouver, Kanada; Cribbs Causeway, Bristol, England; Edinburgh, Schottland; West London, England; Berlin, Deutschland; Neuseeland; Australien; Norwegen; Finnland; Dänemark; Belgien; die Niederlande und Frankreich. Beim Protest in Vancouver waren auch Gegendemonstrierende anwesend.

## Gewaltsame Ausschreitungen
Neben den beabsichtigen gewaltfreien Aktionen kam es in den USA und in Europa zu einer Serie von Brandanschlägen und weiteren Sachbeschädigungen an Einrichtungen von Tesla und Fahrzeugen dieses Herstellers.